# Halichondria coerulea
Halichondria coerulea är en svampdjursart som beskrevs av Patricia R. Bergquist 1967. Halichondria coerulea ingår i släktet Halichondria och familjen Halichondriidae. Inga underarter finns listade i Catalogue of Life.